# Сен-Бернар (Бургундия)
Сен-Берна́р (фр. Saint-Bernard) — коммуна во Франции, находится в регионе Бургундия. Департамент коммуны — Кот-д’Ор. Входит в состав кантона Нюи-Сен-Жорж. Округ коммуны — Бон.
Код INSEE коммуны — 21542.

## Население
Население коммуны на 2010 год составляло 455 человек.
| 1962 | 1968 | 1975 | 1982 | 1990 | 1999 | 2010 |
| ---- | ---- | ---- | ---- | ---- | ---- | ---- |
| 103  | 87   | 109  | 194  | 236  | 291  | 455  |

## Экономика
В 2010 году среди 288 человек трудоспособного возраста (15—64 лет) 222 были экономически активными, 66 — неактивными (показатель активности — 77,1 %, в 1999 году было 72,7 %). Из 222 активных жителей работали 210 человек (109 мужчин и 101 женщина), безработных было 12 (5 мужчин и 7 женщин). Среди 66 неактивных 20 человек были учениками или студентами, 33 — пенсионерами, 13 были неактивными по другим причинам.